# Hoge Barrière
De Hoge Barrière is een kleine arbeidersbuurt tussen de Torhoutsesteenweg en de Maurits Sabbestraat. 

## Oostende
De wijk is gelegen op het grondgebied van Oostende en ze is genoemd naar de vroegere herberg annex tolhuis op de hoek van de Steensedijk met de Torhoutsesteenweg. De herberg werd gebouwd in de tweede helft van de 18de eeuw.

## Dambordpatroon
In het begin van de 20ste eeuw werd de Hoge Barrière aangelegd in dambordpatroon. Als centrale as had ze de Leeuwerikenstraat. Ook werden er arbeidershuizen gebouwd en tijdens het interbellum waren dat vaak opbrengsteigendommen.